# Mistrzostwa Europy w Saneczkarstwie 2000
37. Mistrzostwa Europy w saneczkarstwie 2000 odbyły się w dniach 10 – 16 stycznia w niemieckim Winterbergu. W tym mieście mistrzostwa odbyły się już trzeci raz (wcześniej w 1982 oraz 1992). Rozegrane zostały cztery  konkurencje: jedynki kobiet, jedynki mężczyzn, dwójki mężczyzn oraz zawody drużynowe. W tabeli medalowej bezkonkurencyjne były Niemcy.

## Wyniki

### Jedynki kobiet
| Medal | Zawodniczka          | Narodowość        | Czas     | Strata |
| ----- | -------------------- | ----------------- | -------- | ------ |
|       | Sylke Otto           | Niemcy            | 1:29,008 |        |
|       | Sylke Kraushaar      | Niemcy            | 1:29,499 | +0,491 |
|       | Barbara Niedernhuber | Niemcy            | 1:29,534 | +0,526 |
| 4.    | Sonja Wiedemann      | Niemcy            | 1:29,653 | +0,645 |
| 5.    | Gabi Bender          | Niemcy            | 1:30,022 | +1,014 |
| 6.    | Angelika Neuner      | Austria           | 1:30,131 | +1,123 |
| 7.    | Becky Wilczak        | Stany Zjednoczone | 1:30,391 | +1,383 |
| 8.    | Iluta Gaile          | Łotwa             | 1:30,526 | +1,518 |

### Jedynki mężczyzn
| Medal | Zawodnik          | Narodowość | Czas     | Strata |
| ----- | ----------------- | ---------- | -------- | ------ |
|       | Jens Müller       | Niemcy     | 1:50,273 |        |
|       | Georg Hackl       | Niemcy     | 1:50,512 | +0,239 |
|       | Armin Zöggeler    | Włochy     | 1:50,570 | +0,297 |
| 4.    | Markus Prock      | Austria    | 1:50,613 | +0,340 |
| 5.    | Denis Geppert     | Niemcy     | 1:50,908 | +0,635 |
| 6.    | Karsten Albert    | Niemcy     | 1:51,060 | +0,787 |
| 7.    | Markus Kleinheinz | Austria    | 1:51,183 | +0,910 |
| 8.    | Jaroslav Slavik   | Słowacja   | 1:51,522 | +1,249 |

### Dwójki mężczyzn
| Medal | Zawodnicy                                 | Narodowość        | Czas     | Strata |
| ----- | ----------------------------------------- | ----------------- | -------- | ------ |
|       | Patric Leitner/Alexander Resch            | Niemcy            | 1:28,478 |        |
|       | Steffen Skel/Steffen Wöller               | Niemcy            | 1:28,920 | +0,442 |
|       | Tobias Schiegl/Markus Schiegl             | Austria           | 1:29,019 | +0,541 |
| 4.    | Gerhard Plankensteiner/Oswald Haselrieder | Włochy            | 1:29,142 | +0,664 |
| 5.    | Sebastian Schmidt/André Forker            | Niemcy            | 1:29,212 | +0,734 |
| 6.    | Chris Thorpe/Gordy Sheer                  | Stany Zjednoczone | 1:29,675 | +1,197 |
| 7.    | Kurt Brugger/Wilfried Huber               | Włochy            | 1:29,936 | +1,458 |
| 8.    | Christian Oberstolz/Patrick Gruber        | Włochy            | 1:29,993 | +1,515 |

### Drużynowe
| Medal | Zawodnicy                                                                  | Narodowość | Punkty | Strata |
| ----- | -------------------------------------------------------------------------- | ---------- | ------ | ------ |
|       | Georg Hackl/Sylke Otto/Patric Leitner/Alexander Resch                      | Niemcy I   |        |        |
|       | Karsten Albert/Sonja Wiedemann/Steffen Skel/Steffen Wöller                 | Niemcy II  |        |        |
|       | Armin Zöggeler/Natalie Obkircher/Gerhard Plankensteiner/Oswald Haselrieder | Włochy     |        |        |

## Klasyfikacja medalowa
| Miejsce | Państwo |   |   |   | Razem |
| ------- | ------- | - | - | - | ----- |
| 1.      | Niemcy  | 4 | 4 | 1 | 9     |
| 2.      | Włochy  | 0 | 0 | 2 | 2     |
| 3.      | Austria | 0 | 0 | 1 | 1     |